# Neckarsteinach
Neckarsteinach este un oraș din landul Hessa, Germania.

## Personalități
- Otto Bartning, arhitect